# Federico Magallanes González
Federico Magallanes González (Montevideo, 28 d'agost de 1976) és un exfutbolista uruguaià, que ocupava la posició de davanter centre.

## Trajectòria
Comença a destacar al CA Peñarol, del seu país natal. El 1996 fa el salt a Europa per jugar amb l'Atalanta BC italiana, on roman altres dos anys. El 1998 capta l'interès del Reial Madrid, però no debuta al conjunt blanc, marxant al Racing de Santander, on juga entre 1998 i 2001, amb una breu tornada a l'Uruguai per jugar amb Defensor Sporting. La seua carrera prossegueix per equips italians com la Venècia i el Torino FC. La temporada 04/05 juga de nou la primera divisió espanyola amb el Sevilla FC, on només apareix en cinc ocasions. Posteriorment hi milita a la SD Eibar i al Dijon FCO, i després d'un any sense equip, a la UD Mérida, club que deixa al març del 2009.

## Internacional
Magallanes ha estat internacional amb la selecció uruguaiana de futbol en 26 ocasions, tot marcant sis gols. Hi va participar en el Mundial del 2002 i a la Copa Amèrica de 1999, en la qual els charrúa van ser finalistes.